# Trust Me (Fernsehserie)
Trust Me ist eine Dramaserie von den Produzenten Hunt Baldwin und John Coveny, gedreht im Jahr 2008 in den Vereinigten Staaten. Die Dramaserie wurde vom 26. Januar 2009 bis zum 7. April 2009 auf dem US-amerikanischen Fernsehsender TNT ausgestrahlt. In Kanada lief sie auf dem Sender Super Channel.

## Handlung
Die Serie handelt von Rothman, Greene und Moore, einer fiktionalen Werbefirma. Die Serie konzentriert sich auf die Schwierigkeiten, die beim Sichern von Konten auftreten und das Privatleben der Charaktere.

## Besetzung und Figuren
| Schauspieler/in | Rollenname            | Hauptrolle (Episoden) | Nebenrolle (Episoden) | Synchronsprecher/in |
| --------------- | --------------------- | --------------------- | --------------------- | ------------------- |
| Tom Cavanagh    | Twitchy Conner        | 1–13                  |                       |                     |
| Eric McCormack  | Mason McGuire         | 1–13                  |                       |                     |
| Geoffrey Arend  | Hector Culligan       | 1–13                  |                       |                     |
| Sarah Clarke    | Erin McGuire          |                       | 1–13                  |                     |
| Mike Damus      | RozelleTom Fuller     |                       | 1–13                  |                     |
| Griffin Dunne   | Tony Mink             |                       | 1–13                  |                     |
| Monica Potter   | Sarah Krajicek-Hunter |                       | 1–13                  |                     |

## Produktion, Ausstrahlung u. Rezeption
Vereinigte Staaten und Kanada
Die Serie wurde ab dem 26. Januar 2009 auf TNT um 22.00 Uhr ausgestrahlt. In Kanada lief die Serie auf dem Super Channel.
Die Pilot-Folge von Trust Me hatte 3,4 Millionen Zuschauer.
März 2009 wurde die Serie in die Dienstagnacht verlegt.
Die erste Staffel der Serie hat bei Metacritic einen Metascore von 64/100, basierend auf 20 Rezensionen.
Am 10. April 2009 wurde der Serie keine zweite Staffel zugesagt. Grund dafür sind die schwachen Einschaltquoten der 1. Staffel.
Deutschland, Österreich und Schweiz
Die Dramaserie hatte bislang keine deutschsprachige Erstausstrahlung.
International
Unter anderem wurde die Dramaserie in Südafrika, Südamerika, in Irland, Neuseeland, Portugal, Brasilien, Slowenien, Slowakei, Kroatien und Griechenland ausgestrahlt.

## Episodenliste
| Nr. | Deutscher Titel | Originaltitel                         | Erstausstrahlung USA | Deutschsprachige Erstausstrahlung (D/A/CH) |
| --- | --------------- | ------------------------------------- | -------------------- | ------------------------------------------ |
| 1   | –               | Pilot                                 | 26. Jan. 2009        | –                                          |
| 2   | –               | All Hell the Victors                  | 2. Feb. 2009         | –                                          |
| 3   | –               | But Wait, There's More                | 9. Feb. 2009         | –                                          |
| 4   | –               | Au Courant                            | 16. Feb. 2009        | –                                          |
| 5   | –               | Way Beyond the Call                   | 23. Feb. 2009        | –                                          |
| 6   | –               | Promises Promises                     | 3. März 2009         | –                                          |
| 7   | –               | Damage Control                        | 10. März 2009        | –                                          |
| 8   | –               | What's the Rush                       | 17. März 2009        | –                                          |
| 9   | –               | Odd Man Out                           | 17. März 2009        | –                                          |
| 10  | –               | Thanks, I Needed That                 | 31. März 2009        | –                                          |
| 11  | –               | Norming                               | 31. März 2009        | –                                          |
| 12  | –               | You Got Chocolate in My Peanut Butter | 7. Apr. 2009         | –                                          |
| 13  | –               | The More Things Change                | 7. Apr. 2009         | –                                          |